# キャンベラ (フリゲート)
|          |                                                                                              |
| 艦歴     |                                                                                              |
| 発注     |                                                                                              |
| 起工     | 1978年3月1日                                                                                 |
| 進水     | 1978年12月1日                                                                                |
| 就役     | 1981年3月21日                                                                                |
| 退役     | 2005年11月12日                                                                               |
| 性能諸元 |                                                                                              |
| 排水量   | 4,100トン                                                                                    |
| 全長     | 138メートル                                                                                  |
| 全幅     | 14メートル                                                                                   |
| 吃水     | 7.5メートル                                                                                  |
| 機関     | ゼネラル・エレクトリック LM2500 ガスタービンエンジン ×2 41,000 hp                            |
| 速力     | 29ノット                                                                                     |
| 航続距離 | 4,500海里（20ノット）                                                                        |
| 兵装     | Mk 13発射機（ハープーン、SM-1） ファランクスCIWS×1 Mk 32 3連装単魚雷発射管×2 OTOメララ76mm砲 |
| 乗員     | 184名 +航空要員                                                                              |
| 搭載機   | S-70B シーホーク                                                                             |
| モットー | For Queen And Country                                                                        |

キャンベラ (HMAS Canberra, FFG 02) はオーストラリア海軍のアデレード級フリゲートの2番艦。艦名はキャンベラに由来する。

## 艦歴
キャンベラはワシントン州シアトルのトッド・パシフィック造船所で1978年3月1日に起工され、1978年12月1日に進水、1981年3月21日に就役した。
2005年11月12日にシドニーにおいて退役した後、2009年10月に海没処分となり、ビクトリア州バーウォン・ヘッズでレックダイビングスポットとして活用されている。これには経費として、280万オーストラリアドルかかる見込みであると報じられた。